# Caotang si
Caotang si (Klasztor Słomianego Budynku, 草堂寺) – chiński klasztor buddyjski o ponad 1600-letniej historii.

## Historia klasztoru
Klasztor ten został założony w 401 roku. Pierwotnie był to budynek kryty strzechą, co dało nawę klasztorowi (caotang oznacza "słomiany budynek", "chatę"). Położony jest ponad 30 km w kierunku południowo-zachodnim od centrum miasta Xi’an.
Klasztor ten od samego początku służył mnichom z Azji Środkowej, którzy praktykowali w nim, nauczali, a co najważniejsze - tłumaczyli w nim buddyjskie sutry na język chiński.
Pod koniec swojego życia przebywał w nim słynny mnich Kumaradżiwa (344-413), który zorganizował słynne biuro tłumaczy, w którym pracowało 3000 mnichów. Cieszył się ogromnym szacunkiem cesarza Yaoxinga. Być może relikwie po Kumaradżiwie znajdują się w 7-stopowej stupie, która znajduje się na terenie klasztoru.
W VI i VII w. w tym klasztorze rozwijała się szkoła sanlun - Trzech Traktatów. Przebywał w nim m.in. Seungnang.
W IX wieku przebywał w tym klasztorze mistrz chan Guifeng Zongmi. Postanowił napisać komentarz do Sutry doskonałego oświecenia. W pierwszych miesiącach 821 r. powrócił on do klasztoru Caotang na górze Zhongnan, który położony był w pobliżu szczytu (chiń. feng) Gui (stąd wzięło się jego imię Guifeng). Z jego "Wstępu do chan" wynika, że cały 821 r. poświęcił medytacji aby rozwinąć koncentrację (chiń. ting, skt samādhi) i zharmonizować moją mądrość (chiń. hui; sans. prajñā). W 822 r. rozpoczął pisanie komentarza do tej sutry i pracę ukończył pod koniec lata 823 r.
Klasztor jest obecnie jednym ze 142 głównych klasztorów buddyjskich Chin.

## Adres klasztoru
Caotangying Cun (wioska), Caotang Zhen (gmina miejska), Hu Xian (powiat), Xi’an, Shaanxi (prowincja)

## Obiekty
- Niezawieszony dzwon - według legendy podczas zbierania przez mnichów pieniędzy na ten dzwon płakało biedne dziecko. Kiedy dzwon został odlany, zawieszono go i gdy weń uderzono brzmiał tak ponuro, że zdecydowano się go ściągnąć i już nigdy w niego nie uderzać. Obecnie znajduje się na parterze, a dzwon działający na pierwszym piętrze wieży.
- Stupa Kumaradżiwy - jest wykonana z ośmiu rodzajów jadeitu i uważa się, że zawiera relikwie po tym tłumaczu.
- Gmach poświęcony Kumaradżiwie i jego translatorskiej działalności
- Stele Sutry Lotosu - dar buddystów japońskiej tradycji Nichiren shu z 2005 roku
- "Zamglone Źródło". W pewnych szczególnych warunkach źródło emituje parę. Według legendy wydarza się to, gdy wąż leży po jednej ze stron kamienia, znajdującego się w pobliżu źródła.
- Nowa biblioteka (w budowie)